# Heteranthemis viscidehirta
Heteranthemis viscidehirta là một loài thực vật có hoa trong họ Cúc. Loài này được Schott mô tả khoa học đầu tiên năm 1818.